# Jerami Grant
Houston Jerami Grant (ur. 12 marca 1994 w Portland) – amerykański koszykarz, występujący na pozycji niskiego skrzydłowego, aktualnie zawodnik Portland Trail Blazers.
W 2012 wystąpił w dwóch meczach gwiazd amerykańskich szkół średnich – Jordan Classic, All-American Championship.
Jest synem Harveya Granta, byłego koszykarza Bullets, Blazers, 76ers, brata bliźniaka czterokrotnego mistrza NBA – Horace'a Granta.
1 listopada 2016 został wymieniony do Oklahoma City Thunder w zamian za Ersana İlyasovę i chroniony wybór draftu.
7 lipca 2019 trafił w wyniku wymiany do Denver Nuggets.
22 listopada 2020 został wytransferowany do Detroit Pistons. W sezonie 2020/2021 zajął drugie miejsce w głosowaniu na największy postęp sezonu NBA. 6 lipca 2022 trafił do Portland Trail Blazers w wyniku wymiany.

## Osiągnięcia
Stan na 8 lutego 2023, na podstawie, o ile nie zaznaczono inaczej.
NCAA
- Uczestnik:
  - NCAA Final Four (2013)
  - II rundy turnieju NCAA (2013, 2014)
- Zaliczony do:
  - składu All-ACC Honorable Mention (2014)
  - I składu turnieju Maui Invitational (2014)

Reprezentacja
- Mistrz:
  - olimpijski (2020)[8]
  - Ameryki U–18 (2012)[9]
- Brązowy medalista turnieju Nike Global Challenge (2011)
- Członek USA Select Team (2016)